# Carolles
Carolles és un municipi francès situat al departament de la Manche i a la regió de Normandia. L'any 2007 tenia 719 habitants.

## Demografia

### Població
El 2007 la població de fet de Carolles era de 719 persones. Hi havia 351 famílies de les quals 149 eren unipersonals (36 homes vivint sols i 113 dones vivint soles), 113 parelles sense fills, 73 parelles amb fills i 16 famílies monoparentals amb fills.
La població ha evolucionat segons el següent gràfic:
Habitants censats

### Habitatges
El 2007 hi havia 964 habitatges, 365 eren l'habitatge principal de la família, 563 eren segones residències i 36 estaven desocupats. 836 eren cases i 100 eren apartaments. Dels 365 habitatges principals, 264 estaven ocupats pels seus propietaris, 90 estaven llogats i ocupats pels llogaters i 11 estaven cedits a títol gratuït; 5 tenien una cambra, 34 en tenien dues, 79 en tenien tres, 66 en tenien quatre i 181 en tenien cinc o més. 258 habitatges disposaven pel capbaix d'una plaça de pàrquing. A 190 habitatges hi havia un automòbil i a 119 n'hi havia dos o més.

## Economia
El 2007 la població en edat de treballar era de 393 persones, 257 eren actives i 136 eren inactives. De les 257 persones actives 237 estaven ocupades (129 homes i 108 dones) i 20 estaven aturades (9 homes i 11 dones). De les 136 persones inactives 68 estaven jubilades, 27 estaven estudiant i 41 estaven classificades com a «altres inactius».

### Ingressos
El 2009 a Carolles hi havia 389 unitats fiscals que integraven 805 persones, la mediana anual d'ingressos fiscals per persona era de 18.956 €.

### Activitats econòmiques
Dels 54 establiments que hi havia el 2007, 4 eren d'empreses alimentàries, 3 d'empreses de fabricació d'altres productes industrials, 8 d'empreses de construcció, 8 d'empreses de comerç i reparació d'automòbils, 4 d'empreses de transport, 6 d'empreses d'hostatgeria i restauració, 1 d'una empresa d'informació i comunicació, 5 d'empreses immobiliàries, 6 d'empreses de serveis, 8 d'entitats de l'administració pública i 1 d'una empresa classificada com a «altres activitats de serveis».
Dels 15 establiments de servei als particulars que hi havia el 2009, 2 eren oficines de correu, 1 guixaire pintor, 2 lampisteries, 3 electricistes, 1 perruqueria, 5 restaurants i 1 agència immobiliària.
Dels 8 establiments comercials que hi havia el 2009, 1 era una botiga de més de 120 m², 3 fleques, 2 carnisseries i 2 llibreries.
L'any 2000 a Carolles hi havia 8 explotacions agrícoles.

## Equipaments sanitaris i escolars
El 2009 hi havia una escola elemental.

## Poblacions més properes
El següent diagrama mostra les poblacions més properes.